# Frullania franciscana
Frullania franciscana là một loài Rêu trong họ Jubulaceae. Loài này được M. Howe mô tả khoa học đầu tiên năm 1894.